# 羅伊·塔普雷
羅伊·詹姆斯·塔普雷（英語：Roy James Tarpley，1964年11月28日—2015年1月9日），前美國國家籃球協會（NBA）球員。

## 生平
塔普雷於1964年11月28日生於紐約市，大學時效力於密歇根大學，在1986年選秀會上被達拉斯小牛以第7順位選中，並於1987-88球季以13.5分11.8籃板的優質成績獲選NBA最佳第六人，小牛也殺進西區決賽，季後賽中，他的成績更上一層，在17場替補中場均得到17.9分12.9籃板。
塔普雷雖擁有出色的身體條件，卻多次因酒精和藥物濫用而影響NBA生涯。
2015年1月9日塔普雷逝世，雖然死因還沒有公布，但據部分小牛內部人士透露，肝衰竭是原因之一。

## 外部連結
- NBA.com historical playerfile （页面存档备份，存于）
- College & NBA stats @ basketballreference.com
- Fibaeurope.com profile （页面存档备份，存于）